# Daniel Conceição Silva
Daniel Conceição Silva (* 10. Oktober 1970 in São Sebastião do Passé, Bahia) ist ein ehemaliger brasilianischer Fußballspieler.

## Karriere
Daniel begann seine Karriere 1990 beim Erstligisten Fluminense FC. 1991 wechselte er zu Grêmio FBPA. 1991 erreichte er das Finale des Copa do Brasil. 1992 wechselte er zu Mogi Mirim EC. Danach spielte er bei Atlético Mineiro, Criciúma EC und Paysandu SC. 1997 wechselte er zum japanischen Erstligisten Kyōto Purple Sanga. 1998 wechselte er auf Leihbasis zum russischen Zweitligisten Arsenal Tula. 2000 kehrte er nach Brasilien zurück. Hier unterschrieb er einen Vertrag bei SC Corinthians Alagoano. 2001 wechselte er zum japanischen Vissel Kōbe.